# Квинт Педий
Квинт Пе́дий (лат. Quintus Pedius; умер в 43 году до н. э., Рим, Римская республика) — римский военачальник и политический деятель из плебейского рода Педиев, консул-суффект 43 года до н. э., родственник Гая Юлия Цезаря.

## Биография
Капитолийские фасты называют преномен только отца Квинта Педия (Марк), не упоминая о деде. Это может говорить о незнатности рода Педиев, обязанного возвышением браку одного из своих представителей с патрицианкой Юлией, старшей сестрой диктатора Гая Юлия Цезаря. Согласно Светонию, Квинт Педий был внуком Юлии. В историографии существует мнение, что такая родословная не сообразуется с хронологией. Учитывая ход карьеры Квинта Педия, он должен был родиться не позже 88 года до н. э., когда Цезарю было всего двенадцать лет; в этом случае он мог быть скорее родным племянником Гая Юлия, чем внучатым.
Во втором браке Юлия Старшая была женой Луция Пинария. Её сыном или внуком был упомянутый в нескольких источниках Луций Пинарий Скарп, который приходился Педию либо племянником, либо единоутробным братом.
Квинт Педий принял участие в Галльской войне в качестве легата под командованием Цезаря. Впервые он упоминается в источниках под 57 годом до н. э., когда привёл к своему дяде два только что набранных легиона из Ближней Галлии; при разгроме белгов он командовал римской конницей вместе с Луцием Аврункулеем Коттой. В 55 году до н. э. Педий выдвинул свою кандидатуру в эдилы, но проиграл выборы Гнею Планцию и Авлу Плотию, несмотря на поддержку Гая Юлия.

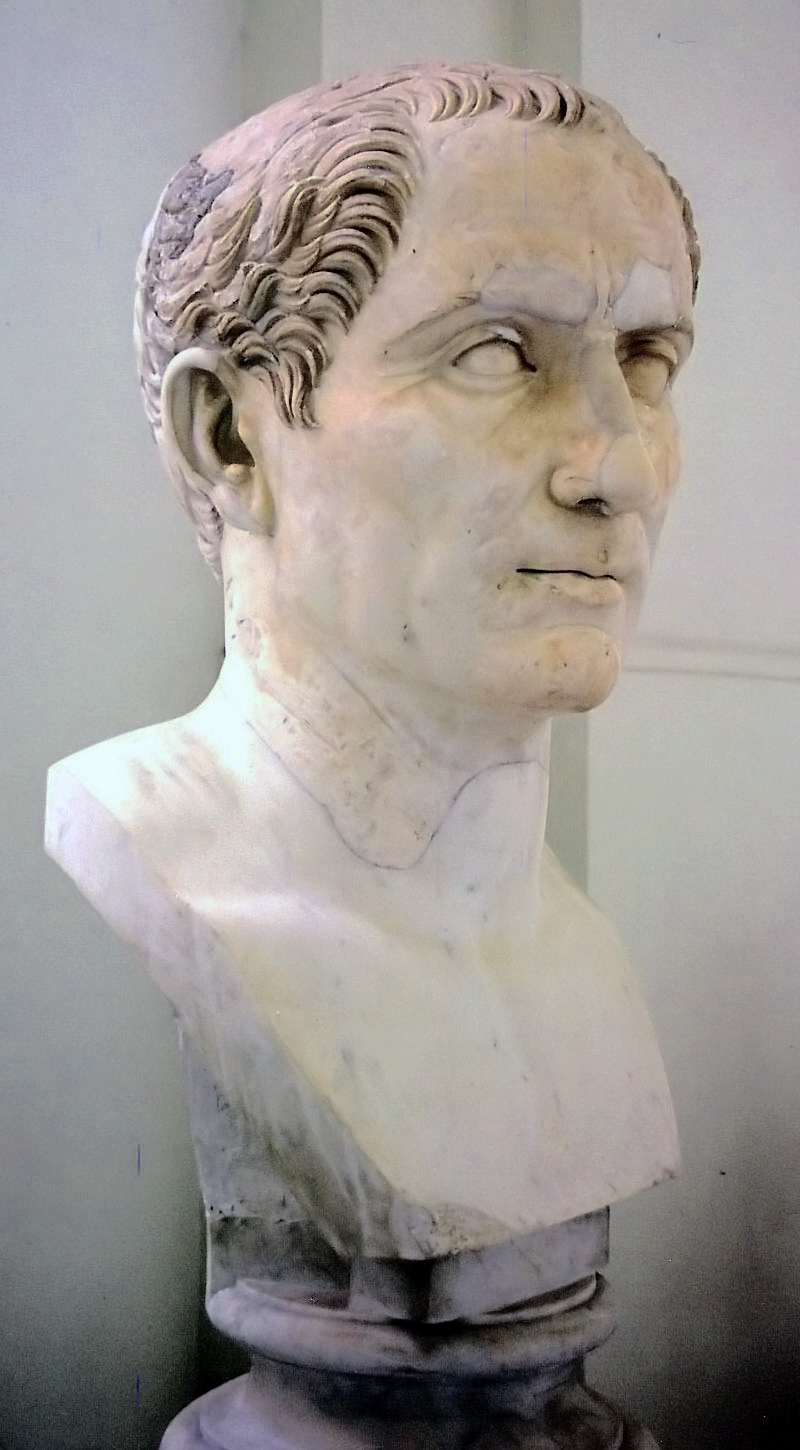
Бюст Цезаря из Национального археологического музея в Неаполе. Начало II века н. э.

Когда началась война Цезаря с Помпеем (49 год до н. э.), Педий находился в Кампании и, возможно, пытался выступить посредником между Цезарем и Цицероном. Последний в одном из своих посланий Аттику цитирует письмо Гая Юлия Педию, рассказывающее об осаде Брундизия и пересланное ему адресатом. В 48 году до н. э. Педий по-прежнему был в Италии, но уже в качестве претора. Когда Милон поднял восстание от имени Помпея в Лукании (в районе Фурий), Педий с одним легионом разгромил его; сам Милон был убит. Возможно, сразу после претуры Педий направился в Ближнюю Испанию как наместник с полномочиями проконсула; согласно другой версии, Цезарь, вернувшись с Востока в 47 году, направил племянника в эту провинцию в качестве легата. Тот вместе с Квинтом Фабием Максимом воевал против помпеянцев до подхода основных сил, а затем вернулся с Цезарем в Рим и получил триумф.
После гибели Цезаря Педий унаследовал согласно его завещанию, написанному 13 сентября 45 года до н. э., одну восьмую часть всего имущества, но позже подарил её Октавиану и стал его активным сторонником. В августе 43 года, когда Октавиан двинул армию на Рим и добился избрания консулом-суффектом, он сделал Педия своим коллегой. В этом качестве тот провёл закон, лишавший воды и огня всех убийц Цезаря, и добился отмены принятого ранее закона, объявлявшего врагами государства Антония и Лепида.
Эти меры открыли путь для создания второго триумвирата и начала проскрипционных убийств. Сам Педий опубликовал первый проскрипционный список, включавший семнадцать имён, и дал официальное заверение, что этот список станет единственным, поскольку не знал об истинных намерениях триумвиров. Сразу после этого он умер — согласно Аппиану, от утомления, так как ему пришлось всю ночь обходить с глашатаями город и успокаивать людей, боявшихся начала массовых расправ.

## Семья
Квинт Педий был женат на представительнице семейства Валериев Мессал. Вероятно, его сыном был упоминающийся в источниках под 41 годом до н. э. квестор с тем же именем — Квинт Педий.